# Калар, Джозеф
Джозеф Калар (англ. Joseph Kalar; 4 апреля 1906, Эвлет, штат Миннесота — 23 февраля 1972, Миннеаполис) — американский пролетарский поэт.
Сын иммигрантов из Австро-Венгрии (с территории нынешней Словении). Окончил учительский колледж в Бемиджи, некоторое время работал учителем. После смерти своего отца Джона (Янеза) Калара (1877—1929) был вынужден перейти на работу на бумажную фабрику в Интернашенал-Фолс, где раньше работал отец. Был активистом профсоюзного движения.
На рубеже 1920—1930-х гг. писал стихи, публиковался в рабочей и коммунистической периодике США, в том числе в журнале New Masses. Выступал также как очеркист, участвовал в дискуссиях о пролетарской литературе, полемизируя, в частности, с Эзрой Паундом. По мнению Т. М. Левита, в ходе своего творческого развития Калар «от эмоциональной эмфазы переходит к напряжённому реализму», а его стихотворение «обычно строится на сопоставлении подчёркнутой до пародийности традиционной поэтической картинки с социальным типажем». Тем не менее, десятичасовой рабочий день позволял Калару заниматься творчеством лишь урывками. В дальнейшем он оставил как поэзию, так и левое движение.
Книга стихотворений Калара, «Бумажная фабрика» (англ. Papermill: Poems, 1927–1935), названная по его наиболее известному стихотворению, написанному в 1931 году, вышла в 2006 году в издательстве Иллинойсского университета.